# Орлан-довгохвіст
Орла́н-довгохві́ст (Haliaeetus leucoryphus) — вид хижих птахів родини яструбових, поширений переважно в Азії. Монотиповий вид, один з 8 видів роду. В Україні — рідкісний залітний вид, після середини XX ст. не відмічали.

## Зовнішній вигляд та морфологія
Великий хижий птах стрункої статури. Розміром менший за орлана-білохвоста: загальна довжина 72—84 см, розмах крил 180—205 см ; довжина крила 55—62 см маса 2,6—3,5 кг. Самки значно більші за самців (самки важать 2,1—3,7 кг, самці — 2—3,3 кг). Вікові зміни забарвлення значні. Загальне забарвлення дорослих птахів орлана-довгохвоста темно-буре, голова і шия вохристо-сіруваті. Молоді птахи у вбранні першого року бурі з білими плямами на хвості і з чорнуватими щоками. Райдужна оболонка блідо-бура, дзьоб чорнувато-сірий, ноги блідо-жовті, кігті чорні. Дорослі птахи від орлана-білохвоста відрізняються дещо меншими розмірами стрункого тіла, білою головою і білим хвостом з темною кінцевою смугою при майже чорному забарвленні тіла; молоді від білохвоста відрізняються темними плямами позаду очей і одноколірним забарвленням грудей і черева. == Поширення та чисельність == Гніздиться в північній Індії, Бангладеші, М'янмі (Бірмі), Пакистані, західному Китаї і, можливо, в Монголії, Ірані і Афганістані. Під час літніх кочівель відмічається в Середній Азії, Казахстані, на Середньому Сході, в долині Волги, відомі зальоти в східні області України. Частково мігруючий вид — центральноазійські і південноазійські птахи зимують у північній Індії, а західні — в Перській затоці. У 2021 році одинокий птах був знайдений і знятий на відео у Червенському районі Мінської області Білорусі.
Орлан-довгохвіст всюди є виключно рідкісним птахом. Загальна чисельність популяції становить від 25000 до 10000 особин. За іншими оцінками — близько 10000 дорослих особин. На більшій частині ареалу численність зменшується, гніздовий ареал скорочується.

## Гніздова біологія

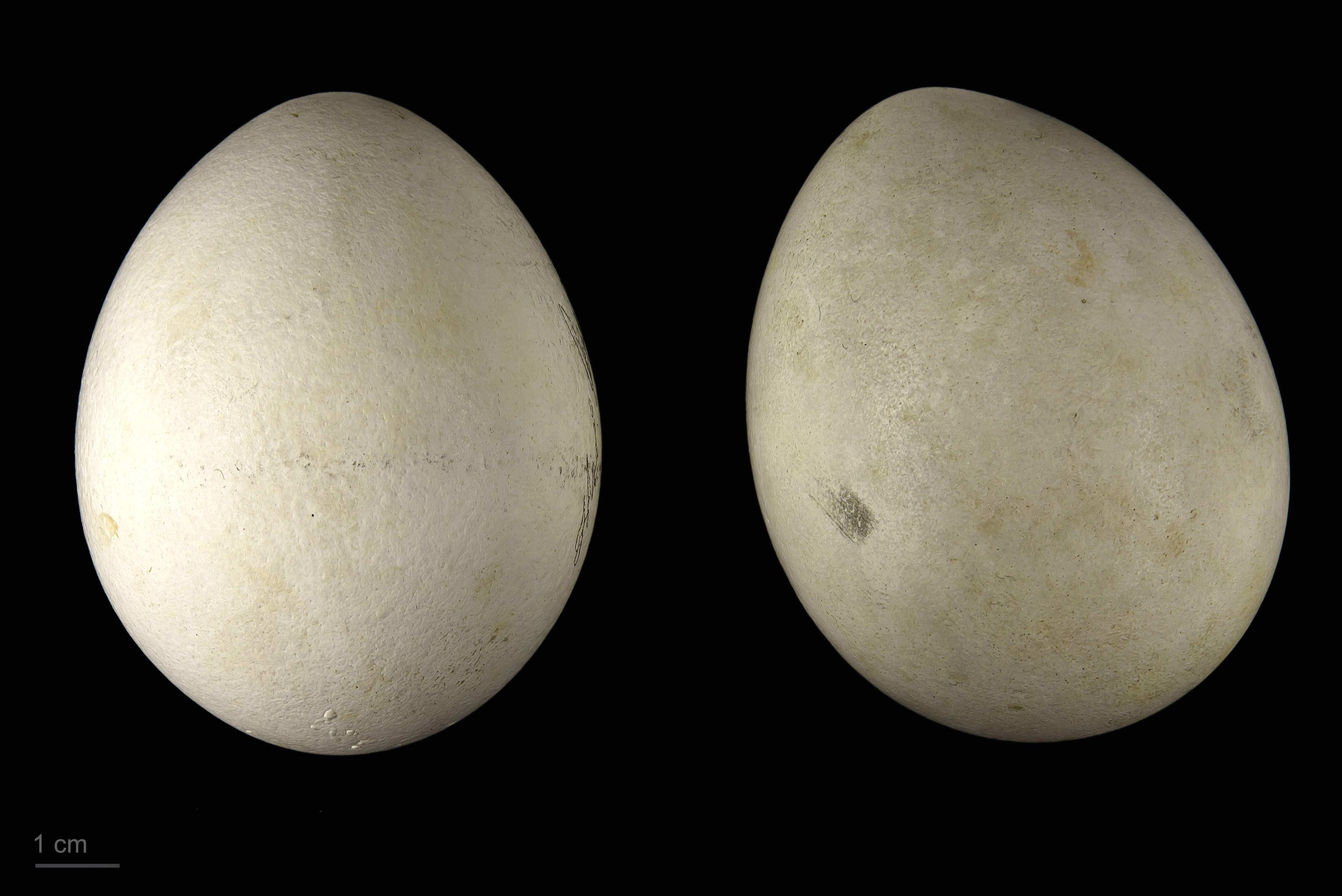
Яйця орлана-довгохвоста в оологічній колекції, Тулузький музей

Селиться поблизу багатих рибою водойм. Гніздиться, як правило, на високих деревах, хоча відомі випадки гніздування на землі. Гнізда великих розмірів з товстих гілок, часто використовуються протягом багатьох років. У кладці 2—3 яйця, залишають гніздо 1—2 пташенят.

## Живлення
Живляться рибою, водоплавними птахами, ссавцями середніх розмірів і дрібнішими, але мишоподібних гризунів не ловлять. Не нехтують падлом. Здобич видивляється у польоті, або сидячи на дереві чи скелі.